# ロイヤルプリンス
オーシャン プリンスは神戸港の中突堤中央ターミナルを発着する帆船型遊覧船（軽食レストラン船）。
神戸ベイクルーズ社（両備グループ）が運航する。

## 概要
唐津クルージングシップ→マリンパル呼子で運航されていた「さよひめ」を改装した客船で、「さよひめ」時代は唐津湾・玄界灘・博多湾で運航していた船であり、神戸港遊覧船として長年親しまれてきた「すずかけ」の後継船として、2006年12月19日に就航した。
神戸港での試運転時までは「オーシャンプリンセス」という船名であり、その後「ロイヤルプリンス」となったが、現在の船名になった。日没後はライトアップされる。（2021年現在、小豆島での運行が検討されている。）

## データ
- 船名 - オーシャン プリンス
- 総トン数 - 170総トン
- 定員 - 345名
- 就航年月日 - 2006年12月19日
- 造船所 - 石田造船
- 設備 - オープンデッキ4ヶ所、ステージ
- 乗船場所 - 未定